# دولت‌آباد (کناره)
دولت‌آباد یک روستا در ایران است که در دهستان کناره واقع در بخش مرکزی شهرستان مرودشت استان فارس قرار دارد. دولت‌آباد ۱٬۲۴۷ نفر جمعیت دارد.